# ULAF Divizion A 2016
La Divizion A 2016 è la 1ª edizione del campionato di football americano di primo livello, organizzato dalla ULAF.

## Squadre partecipanti
| Club                 | Città   | Stadio | Sponsor ufficiale | Risultato nella stagione 2015 |
| -------------------- | ------- | ------ | ----------------- | ----------------------------- |
| Kharkiv Atlantes     | Charkiv |        |                   |                               |
| Kiev Bandits         | Kiev    |        |                   |                               |
| Kiev Bulldogs        | Kiev    |        |                   |                               |
| Kiev Patriots        | Kiev    |        |                   |                               |
| Lviv Lions           | Leopoli |        |                   |                               |
| Minsk Zubrs          | Minsk   |        |                   |                               |
| Odessa Pirates       | Odessa  |        |                   |                               |
| Uzhgorod Lumberjacks | Užhorod |        |                   |                               |

## Stagione regolare

### Calendario

#### 1ª giornata
| Odessa 17 aprile 2016 | Odessa Pirates | 29 – 26 (0-6 14-14 8-6 7-0) referto | Kharkiv Atlantes |  |

#### 2ª giornata
| Minsk 23 aprile 2016 | Minsk Zubrs | 42 – 20 (13-0 9-13 7-0 13-7) referto | Kiev Patriots |  |

| Leopoli 23 aprile 2016 | Lviv Lions | 0 – 27 (0-7 0-13 0-0 0-7) referto | Kiev Bulldogs |  |

#### 3ª giornata
| Leopoli 7 maggio 2016 | Lviv Lions | 13 – 17 (0-7 7-7 0-3 6-0) referto | Odessa Pirates |  |

| Kiev 8 maggio 2016 | Kiev Bandits | 38 – 39 (16-6 6-13 16-7 0-13) referto | Uzhgorod Lumberjacks |  |

#### 4ª giornata
| Minsk 14 maggio 2016 | Minsk Zubrs | 41 – 28 (0-0 28-14 0-7 13-7) referto | Kharkiv Atlantes |  |

#### 5ª giornata
| Odessa 22 maggio 2016 | Odessa Pirates | 10 – 40 (3-13 0-7 7-13 0-7) referto | Kiev Bulldogs |  |

#### 6ª giornata
| Užhorod 29 maggio 2016 | Uzhgorod Lumberjacks | 39 – 13 (13-7 14-6 6-0 6-0) referto | Lviv Lions |  |

| Charkiv 29 maggio 2016 | Kharkiv Atlantes | 0 – 22 (0-0 0-14 0-0 0-8) referto | Kiev Bandits |  |

#### 7ª giornata
| Kiev 5 giugno 2016 | Kiev Bulldogs | 28 – 34 (6-8 14-0 0-14 8-12) referto | Minsk Zubrs |  |

#### 8ª giornata
| Minsk 11 giugno 2016 | Minsk Zubrs | 18 – 16 (6-0 3-8 6-0 3-8) referto | Kiev Bandits |  |

| Kiev 12 giugno 2016 | Kiev Patriots | 28 – 0 (2-0 7-0 6-0 13-0) referto | Odessa Pirates |  |

#### 9ª giornata
| Kiev 25 giugno 2016 | Kiev Bulldogs | 35 – 14 (14-0 7-7 7-7 7-0) referto | Kharkiv Atlantes |  |

| Užhorod 26 giugno 2016 | Uzhgorod Lumberjacks | 38 – 7 referto | Kiev Patriots |  |

| Kiev 26 giugno 2016 | Kiev Bandits | 52 – 0 (6-0 14-0 26-0 6-0) referto | Lviv Lions |  |

#### 10ª giornata
| Kiev 9 luglio 2016 | Kiev Bulldogs | 15 – 46 (2-6 0-12 7-14 6-14) referto | Kiev Bandits |  |

| Charkiv 10 luglio 2016 | Kharkiv Atlantes | 27 – 14 (14-6 13-0 0-0 0-8) referto | Kiev Patriots |  |

#### 11ª giornata
| Odessa 17 luglio 2016 | Odessa Pirates | 0 – 48 (0-7 0-21 0-7 0-13) referto | Uzhgorod Lumberjacks |  |

#### 12ª giornata
| Kiev 13 agosto 2016 | Kiev Patriots | 23 – 43 referto | Minsk Zubrs |  |

| Leopoli 14 agosto 2016 | Lviv Lions | 7 – 22 (0-8 7-0 0-6 0-8) referto | Uzhgorod Lumberjacks |  |

#### 13ª giornata
| Užhorod 21 agosto 2016 | Uzhgorod Lumberjacks | 18 – 34 (7-7 3-0 8-14 0-13) referto | Kiev Bulldogs |  |

#### 14ª giornata
| Kiev 27 agosto 2016 | Kiev Patriots | 16 – 6 (7-0 0-6 3-0 6-0) referto | Lviv Lions |  |

| Kiev 28 agosto 2016 | Kiev Bandits | 44 – 34 (14-6 8-8 0-6 22-14) referto | Minsk Zubrs |  |

#### 15ª giornata
| Charkiv 18 settembre 2016 | Kharkiv Atlantes | 27 – 14 (14-6 13-0 0-0 0-8) referto | Odessa Pirates |  |

### Classifica
La classifica della regular season è la seguente:
- PCT = percentuale di vittorie, G = partite giocate, V = partite vinte, P = partite perse, PF = punti fatti, PS = punti subiti

| Pos. | Squadra              | PCT  | G | V | N | P | PF  | PS  |
| ---- | -------------------- | ---- | - | - | - | - | --- | --- |
| 1    | Uzhgorod Lumberjacks | .833 | 6 | 5 | 0 | 1 | 204 | 99  |
| 2    | Minsk Zubrs          | .833 | 6 | 5 | 0 | 1 | 212 | 159 |
| 3    | Kiev Bandits         | .667 | 6 | 4 | 0 | 2 | 218 | 106 |
| 4    | Kiev Bulldogs        | .667 | 6 | 4 | 0 | 2 | 179 | 122 |
| 5    | Kharkiv Atlantes     | .333 | 6 | 2 | 0 | 4 | 122 | 155 |
| 6    | Kiev Patriots        | .333 | 6 | 2 | 0 | 4 | 108 | 156 |
| 7    | Odessa Pirates       | .333 | 6 | 2 | 0 | 4 | 70  | 182 |
| 8    | Lviv Lions           | .000 | 6 | 0 | 0 | 6 | 39  | 173 |

## Playoff

### Tabellone
|  | Spareggio B |                  |    |  |
|  |             |                  |    |  |
|  | 1B          | Vinnytsia Wolves | 54 |  |
|  | 2B          | Kiev Slavs       | 8  |  |

|  | Spareggio C |                  |           |  |
|  |             |                  |           |  |
|  | 1C          | Dnepr Rockets    | 0         |  |
|  | 2C          | Mykolaiv Vikings | 24 d.g.s. |  |

|  | Wild Card | Wild Card        | Wild Card |  |  | Semifinali | Semifinali           | Semifinali |  |  | Finale          | Finale               | Finale          |
|  |           |                  |           |  |  |            |                      |            |  |  |                 |                      |                 |
|  |           |                  |           |  |  | 1          | Uzhgorod Lumberjacks | 28         |  |  |                 |                      |                 |
|  | 3         | Kiev Bandits     | 40        |  |  | 3          | Kiev Bandits         | 36         |  |  |                 |                      |                 |
|  | 1B        | Vinnytsia Wolves | 0         |  |  |            |                      |            |  |  | 3               | Kiev Bandits         | 14              |
|  |           |                  |           |  |  |            |                      |            |  |  | 2               | Minsk Zubrs          | 24              |
|  |           |                  |           |  |  | 2          | Minsk Zubrs          | 47         |  |  |                 |                      |                 |
|  | 4         | Kiev Bulldogs    | 48        |  |  | 4          | Kiev Bulldogs        | 13         |  |  | Finale 3° posto | Finale 3° posto      | Finale 3° posto |
|  | 2C        | Mykolaiv Vikings | 10        |  |  |            |                      |            |  |  | 1               | Uzhgorod Lumberjacks | 42              |
|  |           |                  |           |  |  |            |                      |            |  |  | 4               | Kiev Bulldogs        | 12              |

### Spareggi Divisioni B e C
| Kiev 11 settembre 2016 | Vinnytsia Wolves | 54 – 8 (7-6 20-0 7-2 20-0) referto | Kiev Slavs |  |

| Dnipro 11 settembre 2016 | Dnepr Rockets | 0 – 24 (a tavolino) referto | Mykolaiv Vikings |  |

### Wild Card
| Kiev 17 settembre 2016 | Kiev Bulldogs | 48 – 10 referto | Mykolaiv Vikings | Stadion Spartak |

| Kiev 18 settembre 2016 | Kiev Bandits | 40 – 0 referto | Vinnytsia Wolves | Stadion Spartak |

### Semifinali
| Užhorod 23 settembre 2016 | Uzhgorod Lumberjacks | 28 – 36 (14-14 6-22 8-0 0-0) referto | Kiev Bandits |  |

| Minsk 25 settembre 2016 | Minsk Zubrs | 47 – 13 referto | Kiev Bulldogs | SOK Olimpijskij |

### Finale 3º - 4º posto
| Užhorod 8 ottobre 2016 | Uzhgorod Lumberjacks | 42 – 14 (0-0 20-0 6-0 14-12) referto | Kiev Bulldogs | Stadio Avanhard |

### Finale
| Užhorod 8 ottobre 2016 | Minsk Zubrs | 24 – 14 (0-6 7-0 7-8 10-0) referto | Kiev Bandits | Stadio Avanhard |

## Verdetti
- Minsk Zubrs Campioni di Ucraina 2016